# Tishrin
Tishrin (tiếng Ả Rập: تشرين) trước đây được biết đến Rasm al Bagl là một ngôi làng Syria nằm ở phó huyện của huyện Hama ở tỉnh Hama.Theo Cục Thống kê Trung ương Syria (CBS), Tishrin có dân số 392 người trong cuộc điều tra dân số năm 2004.